# John Krige
Pour les articles homonymes, voir Krige.
John Krige (né le 26 septembre 1941) est un historien des sciences sud-africain.
Krige a étudié la chimie physique à l'Université de Pretoria (licence en 1960, maîtrise en 1962, doctorat en 1965) et philosophie et histoire des sciences à l'Université du Sussex avec une maîtrise en 1973 et un doctorat en 1979. Il a écrit l'histoire de l'ESA à la tête d'un groupe de recherche à la Cité des sciences et de l'industrie à Paris. Depuis 2000, il est "Kranzberg Professor" au Georgia Institute of Technology.
Il est connu comme écrivain et co-auteur de l'histoire de l'Agence spatiale européenne (ESA) et du CERN, sur la reconstruction de la science et de la technologie en Europe après la Seconde Guerre mondiale et le rôle de la science et de la technologie comme outils de la politique étrangère américaine pendant la guerre froide. Plus récemment, il a travaillé sur la réglementation des connaissances et la sécurité nationale dans les États-Unis d'après-guerre.
Il a été professeur invité à Caltech et professeur Charles E. Lindberg d'histoire de l'aérospatiale 2004/05 au National Air and Space Museum de Washington DC
En 2009, le projet d'histoire de l'ESA, qu'il a dirigé avec Arturo Russo, a reçu la médaille Alexandre-Koyré. En 2005, il a reçu la médaille Henry W. Dickinson de la Newcomen Society.
En 2020 il est lauréat du prix Francis-Bacon.
Il a été rédacteur en chef du magazine History and Technology.

## Publications
- Science, Revolution and Discontinuity, Brighton, Harvester Press 1980, Réimpression Aldershot 1994
- comme éditeur: Choosing Big Technologies, Harwood 1993
- avec L. Guzzetti: History of European Scientific and Technological Collaboration, EU Commission 1997
- avec Armin Hermann (de), U. Mersits, D. Pestre: History of CERN, Volume 1,2, North Holland 1987, 1990
- (en) Armin Hermann, John Krige, Lanfranco Belloni et European Organization for Nuclear Research, History of CERN, volume 3, Amsterdam/Oxford, North Holland, 1996 (ISBN 978-0-444-89655-1, lire en ligne).
- avec Dominique Pestre Companion Encyclopedia to science in the twentieth century (2003, première édition 1997) //books.google.com/books?id=0fD7AQAAQBAJ .
- (en) John Krige (éd.), Science in the twentieth century, Australia, Canada, China, etc., Harwood academic publ., 1997.
- avec Arturo Russo, L. Sebesta: A history of the European Space Agency, 2 volumes, Nordwijk: ESA SP1235, 2000
- avec I. Löwy: Images of Disease. Science, Public Policy and Health in Postwar Europe, Bruxelles, Commission européenne 2001
- American Hegemony and the Postwar Reconstruction of Science in Europe, MIT Press 2006
- Rédacteur avec Kai-Henrik Barth: Global Power: Knowledge, Science and Technology in: International Affairs, Osiris, Volume 21, University of Chicago Press, 2006
- Euratom and American Foreign Policy in the Late 1950s, dans: Historical Studies in the Natural Sciences, Volume 38, 2008, pp. 5-44
- Carrying American Ideas to the Unconverted: MIT’s Failed Attempt to Export Operations Research to NATO, dans: Grégoire Mallard, Catherine Paradeise, Ashveen Peerbaye (éd. ): Global Science and National Sovereignty, New York 2008, p. 120-142
- avec Angelina Long Callahan, Ashok Maharaj: NASA in the World. Fifty Years of International Collaboration in Space, Palgrave Macmillan, 2013
- Naomi Oreskes, John Krige, Science and Technology in the Global Cold War, MIT Press, 2014 (ISBN 9780262027953, présentation en ligne).
- Rédacteur avec Jessica Wang: Nation, Knowledge and Imagined Futures: Science, Technology and Nation-Building, Post-1945, in: History and Technology, Volume 31, 2015, pp. 171-340
- Sharing Knowledge Shaping Europe. US Technological Collaboration and Nonproliferation, Cambridge: MIT Press, 2016[2].
- en tant que rédacteur en chef: How Knowledge Moves: Writing the Transnational History of Science and Technology, University of Chicago Press 2019[3].